# Heidersdorf
Heidersdorf est une commune de Saxe (Allemagne), située dans l'arrondissement des Monts-Métallifères, dans le district de Chemnitz.

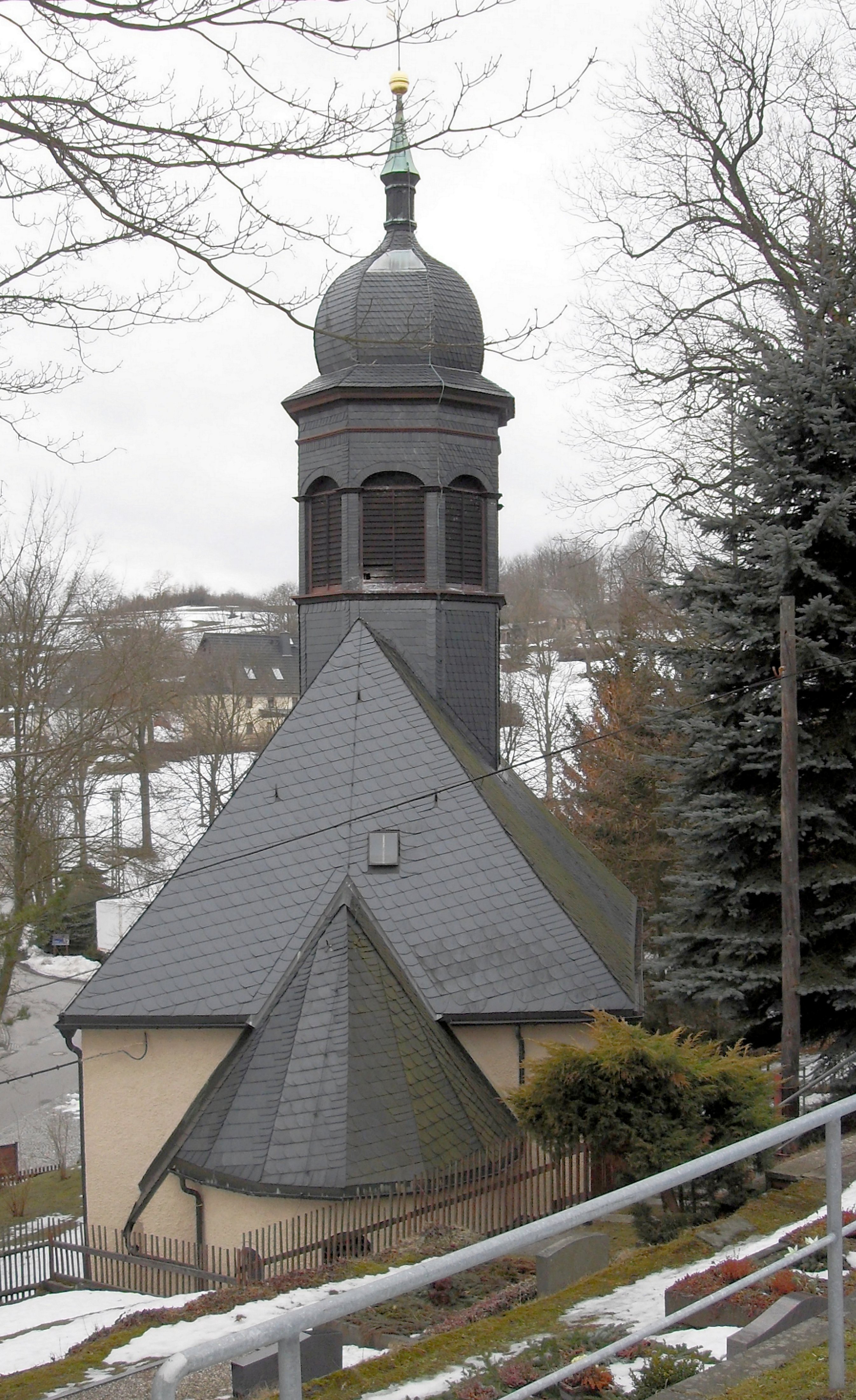
L'église paroissiale de Heidersdorf